# Тарусское княжество

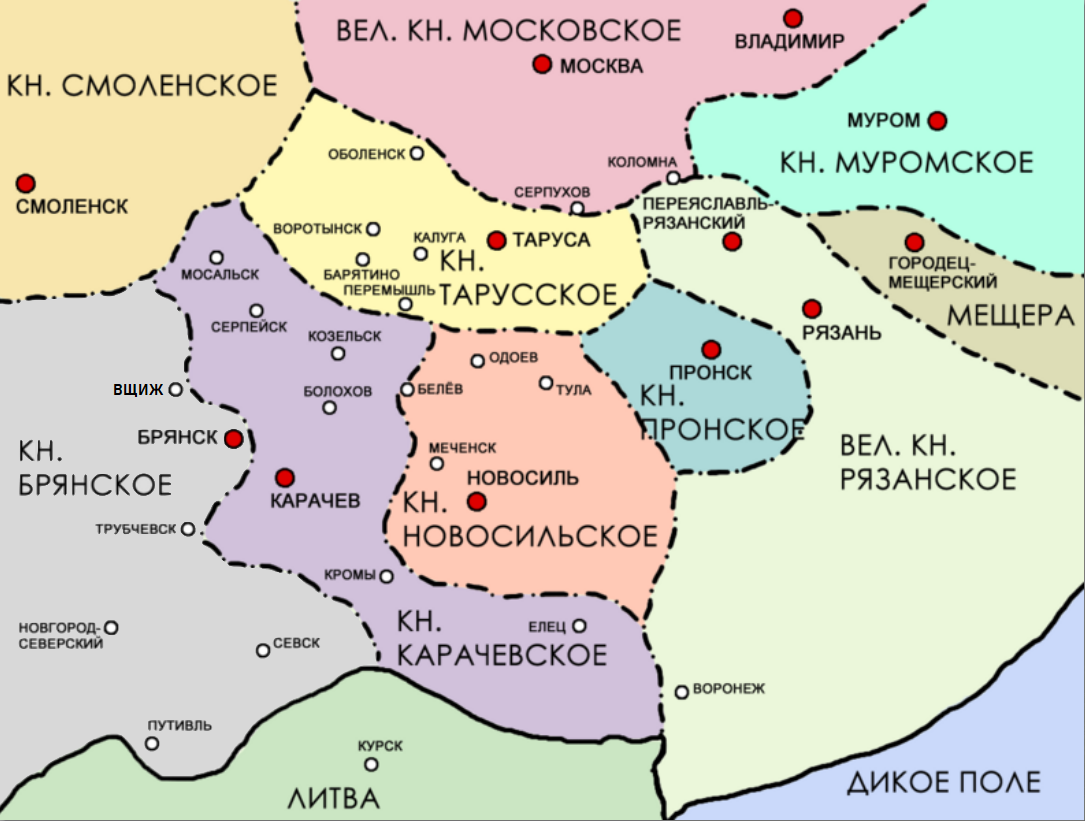
Верховские княжества в XIV веке

Тарусское княжество — одно из Верховских княжеств XIII—XV веков с центром в городе Таруса. Первоначально удельное княжество в составе Черниговского княжества. Распалось на несколько уделов, которые были присоединены к великому княжеству Московскому.

## История
Первым тарусским князем в родословных XVI века показан Юрий как сын черниговского князя Михаила Всеволодовича. Согласно родословиям, после гибели в 1246 году Михаила его владения были разделены на несколько уделов, одним из которых был Тарусский, который, в свою очередь, распался после смерти Юрия на несколько уделов (Конинский, Спажский, Волконский, Оболенский, Мышецкий). В 50-е годы XIV века княжество попало в зависимость от московских князей.
Первый князь из тарусской ветви Константин Юрьевич упомянут под 1368 годом (в летописном своде 1408 года). Этим временем историки датируют переход столичных функций в Тарусском княжестве от Тарусы к Оболенску, при этом князья этой ветви могли именоваться тарусскими в XIV—XV вв. вне зависимости от занимаемых уделов.
Впервые Таруса упоминается в Полном собрании Российских летописей в 6900 (1392 году от Р. Х.), когда сын Дмитрия Ивановича Донского, московский князь Василий I Дмитриевич ездил в Орду и купил ярлык на княжение в Городце, Муроме, Мещере, Нижнем Новгороде и Тарусе.
В конце XIV — начале XV веков уделы Тарусского княжества были буферными владениями между Московским княжеством и Великим княжеством Литовским. Некоторые князья (в частности, Мезецкие, Волконские) на некоторое время перешли в литовское подданство, в то время как другие (в частности, Оболенские, Мышецкие) остались в московском подданстве, сохраняя некоторые удельные права. Однако в конце XV — начале XVI веков самостоятельность этих князей была окончательно ликвидирована, а их владения включены в состав Московского княжества.

## Происхождение князей
Согласно родословным, внуки Юрия тарусского Фёдор и Мстислав погибли на Куликовом поле (1380), а Дмитрий Семёнович и Андрей Всеволодович Шутиха действовали в начале XV века. Историк Роман Беспалов делает из этого вывод, что Юрий мог родиться не ранее конца XIII века и не мог быть сыном Михаила Всеволодовича. Другие же историки реконструируют родословное древо таким образом, что тарусские князья XIV—XV веков всё же были далёкими потомками Михаила Черниговского. В частности, они используют те родословные, где погибший в 1368 году Константин Оболенский был не сыном Юрия, а сыном Ивана Константиновича и правнуком Юрия.
Что касается Фёдора и Мстислава (Ивана-Мстислава) тарусских, то существование их предка Ивана Юрьевича Толстой Головы ставилось под сомнение, и историки считают их родными братьями Константина Оболенского, при этом иногда продолжая считать их всех потомками Ивана Толстой Головы. В комментариях к летописной повести о Куликовской битве поясняется, что к списку погибших искусственно добавлены Дмитрий Мининич, Дмитрий Монастырев и Федор Тарусский, погибшие не на Куликовом поле, а в битвах с Ольгердом в 1368 г., в битве 1378 г. на Воже и в битве под Белёвым в 1437 г. В Елецком и Северском синодиках Фёдор, погибший на Куликовом поле, значится сыном Андрея Звенигородского. Константин, Иван и Фёдор тарусские XV века, положившие начало трём ветвям Волконских, считаются сыновьями упомянутого в летописной повести о Куликовской битве Фёдора. Фактически лишь они, в начале XV века, «пришли жить на Волкону и с того времени начали зватися Волконские».